# أبو مناع قبلي
قرية أبو مناع قبلى هي إحدى القرى التابعة لمركز دشنا في محافظة قنا في جمهورية مصر العربية. حسب إحصاءات سنة 2006، بلغ إجمالي السكان في أبو مناع قبلى 15039 نسمة، منهم 7598 رجل و7441 امرأة.